# They Don't Care About Us
They Don't Care About Us è una canzone scritta, composta e interpretata dal cantante statunitense Michael Jackson  estratta il 31 marzo 1996 come quarto singolo dall'album HIStory: Past, Present and Future - Book I del 1995.
La canzone raggiunse la top 10 in diversi paesi del mondo, tra cui la posizione numero 1 in Italia e in Germania, ma si piazzò solo alla 30ª posizione sulla Billboard Hot 100 a causa delle polemiche relative al testo della canzone che venne considerato da alcuni critici "antisemita".
Nel 2011 una nuova versione della canzone è stata pubblicata nell'album di remix Immortal.

## Descrizione
La canzone fu scritta e composta da Michael Jackson con l'intenzione di essere una canzone contro ogni forma di discriminazione sociale ma invece, in alcuni mercati, come quello statunitense, causò l'effetto opposto, già dalla pubblicazione dell'album nel giugno 1995, perché il testo della canzone venne considerato da alcuni critici "controverso" a causa della seguente parte del testo:
Jew me, sue me, everybody do me (Dammi dell'ebreo, fammi causa, tutti quanti lo fanno)
Kick me, kike me, don't you black or white me (Calciami, dammi del giudeo, non darmi del bianco o del nero.)
Tali parole del testo vennero considerate da alcuni critici e da alcuni leader ebraici addirittura antisemite dato che la parola "kike" in inglese è infatti usata come termine dispregiativo per indicare gli appartenenti alla fede ebraica. Jackson, pertanto, rilasciò delle spiegazioni pubbliche, dichiarando:
Apparendo assieme all'allora moglie, Lisa Marie Presley, sul programma della ABC News Prime Time Live, Jackson rispose così alle accuse incalzanti della giornalista Diane Sawyer:
Nonostante le scuse del cantante, a causa delle polemiche il brano originale venne riedito in tutte le successive versioni dell'album (ed anche nel video) per censurare le parole Jew me e Kike me, sostituite da un suono simile ad un disco che slitta, sottolineandone la censura, ed inoltre i versi con le parti incriminate della canzone non furono mai eseguiti dal cantante durante la performance live della stessa negli 82 concerti dell'HIStory World Tour.

## Promozione
Jackson la eseguì in un medley in tutti i concerti dell'HIStory World Tour del 1996-1997 in versione ridotta ed omettendo le parti del testo considerate controverse.
La canzone venne provata per l'ultima volta da Jackson nella primavera del 2009 allo Staples Center di Los Angeles per il residency show This Is It, che infine non ebbe luogo a causa della sua improvvisa morte.
Durante la serata finale del Festival di Sanremo 2010, venne eseguita la coreografia della canzone dai ballerini che avrebbero dovuto prendere parte all'ultima serie di concerti di Jackson, This Is It.
Tra il 2011 e il 2014, venne eseguita dai ballerini del Cirque du Soleil durante l'Immortal World Tour, il tour mondiale della compagnia circense eseguito in tutto il mondo in tributo a Jackson.

## Video musicale
Per promuovere la canzone vennero girati due diversi videoclip, entrambi diretti dal regista Spike Lee. Il video originale mostrava Jackson in una prigione degli Stati Uniti ma MTV ed altre reti musicali eliminarono il video dalla playlist per le scene di violenza contenute in esso. Jackson e Lee realizzarono allora un'altra versione del video, girato questa volta nel quartiere di Pelourinho a Salvador da Bahia e nella favela di Santa Marta a Rio de Janeiro in Brasile. 

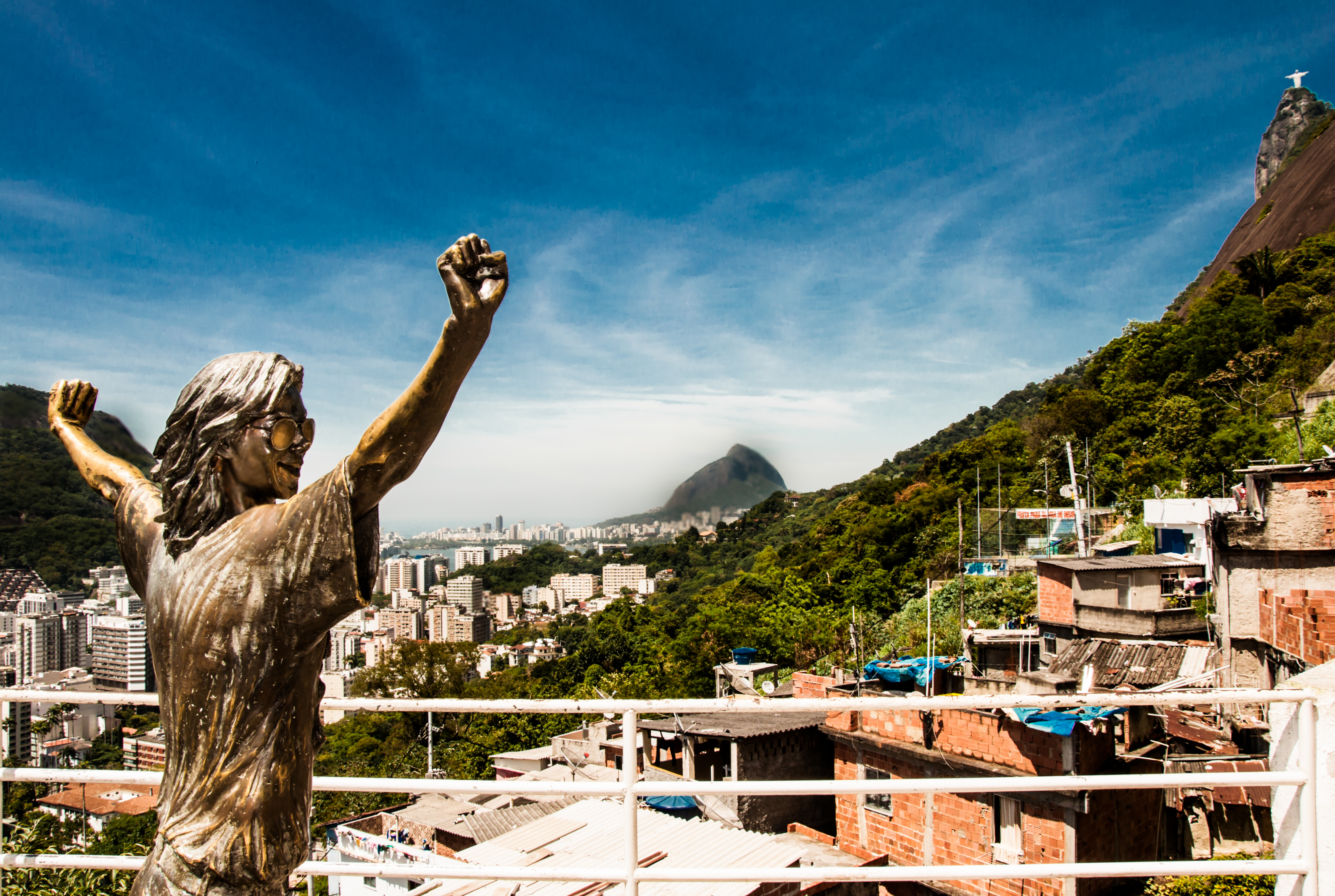
Statua di Michael Jackson eretta dopo la sua morte a Rio de Janeiro in uno dei luoghi in cui venne girato il video per They Don't Care About Us nel 1996.

Le riprese risultarono problematiche: le autorità statali cercarono, anche se invano, di bloccare le registrazioni. Ronaldo Cezar Coelho, all'epoca ministro brasiliano per l'economia e il turismo, chiese i diritti per la modifica delle immagini facendo la seguente dichiarazione: «Non vedo il motivo per cui dovremmo appoggiare i video che non contribuiscono in nessun modo a riabilitare l'immagine del Brasile». Le preoccupazioni delle autorità provenivano soprattutto dal fatto che il Brasile era candidato ad ospitare i Giochi olimpici del 2004 e le immagini che mostravano povertà e abusi dei diritti umani avrebbero potuto precludere l'elezione. Un giudice bloccò le registrazioni ma un ordine successivo dell'autorità giudiziaria annullò tale decisione.
Durante le riprese a Bahia migliaia di persone oltrepassarono la sicurezza e una fan di Jackson riuscì ad avvicinarsi e ad abbracciare il cantante, causando in questo modo la caduta di entrambi. La donna venne in seguito scortata via dal set e Jackson continuò a ballare e cantare per la registrazione come se nulla fosse accaduto. Lo stesso regista del video Spike Lee, lo aiutò a rialzarsi. Tale scena è stata lasciata nel videoclip ufficiale. Nel video in molte scene sono presenti i percussionisti di una grande scuola di musica di Salvador, Olodum.
Spike Lee ha rivelato che per garantire l'incolumità di Jackson nella favela di Santa Marta dovettero parlare con il boss della droga Marcinho VP perché la polizia brasiliana si rifiutava di valicare le colline della baraccopoli. Kátia Lund, regista nativa del Brasile e diplomata alla Brown University, che all'epoca lavorava per Lee, venne inviata a parlare con Marcinho e negoziare per ottenere protezione. La Lund ha dichiarato:

### Successo ed eredità
Grazie all'impatto del video e alla popolarità di Jackson tra gli abitanti del luogo, che lo considerano ancora oggi "un eroe", la favela di Santa Marta è stata ripulita dalla piaga dello spaccio e della criminalità. Una statua che raffigura Jackson come nel video è stata inaugurata dopo la morte del cantante ed è diventata una delle principali attrazioni turistiche del luogo.
I due video hanno ottenuto la certificazione Vevo su YouTube: quello ambientato a Rio con oltre un miliardo di visualizzazioni (il secondo video di Michael Jackson a superare questo record su YouTube dopo quello di Billie Jean), mentre quello ambientato in carcere, con 88 milioni di visualizzazioni.

### Pubblicazione
La versione girata in Brasile del video venne pubblicata per la prima volta nel 1997 su HIStory on Film, Volume II (in VHS e in seguito anche in DVD) e sul lato DVD del rispettivo DualDisc del cofanetto del 2006, Visionary. Nel 2010 venne pubblicata per la prima volta anche la "versione carcere" del video inserita, assieme al video "versione Brasile", all'interno del cofanetto in DVD, Michael Jackson's Vision.

## Influenza culturale
Nel 2020, la canzone e i suoi due video, specialmente quello della "versione carcere", hanno vissuto di nuova popolarità grazie al suo utilizzo da parte dei simpatizzanti del movimento antirazzista Black Lives Matter, che lo hanno spesso utilizzato come inno contro la brutalità della polizia durante le manifestazioni che si sono susseguite all'omicidio di George Floyd.

## Tracce

### Versione originale
Singolo 7" Regno Unito n°1
1. They Don't Care About Us (LP Edit) – 4:10
2. They Don't Care About Us (Love to Infinity's Walk in the Park Mix) – 7:18
3. They Don't Care About Us (Love to Infinity's Classic Paradise Mix) – 7:55
4. They Don't Care About Us (Love to Infinity's Anthem of Love Mix) – 7:46
5. They Don't Care About Us (Love to Infinity's Hacienda Mix) – 7:10
6. They Don't Care About Us (Dallas Austin Main Mix) – 5:20

Singolo 7" Regno Unito n°2
1. They Don't Care About Us (Single Edit) – 4:43
2. They Don't Care About Us (Track Master's Remix) – 4:07
3. They Don't Care About Us (Charles' Full Joint Remix) – 4:56
4. Beat It (Moby's Sub Mix) – 6:11

Singolo 7" Stati Uniti n°1
1. They Don't Care About Us (Single Version) – 4:43
2. Rock with You (Frankie's Favorite Club Mix Radio Edit) – 3:47
3. Earth Song (Hani's Radio Experience) – 3:33
4. Wanna Be Startin' Somethin' (Brothers in Rhythm House Mix) – 7:40

Singolo 7" Stati Uniti n°2
1. They Don't Care About Us (Unedited Album Version) – 4:43
2. They Don't Care About Us (Charles' Full Joint Remix) – 4:56
3. They Don't Care About Us (Dallas Main Mix) – 5:06
4. They Don't Care About Us (Love to Infinity's Walk in the Park Mix) – 7:18
5. They Don't Care About Us (Love to Infinity's Classic Paradise Mix) – 7:55
6. They Don't Care About Us (Track Master's Radio Edit) – 3:58
7. Rock with You (Frankie's Favourite Club Mix) – 3:47
8. Earth Song (Hani's Club Experience) – 7:55

### The Visionary Single
1. They Don't Care About Us (LP Edit)
2. They Don't Care About Us (Love to Infinity's Walk in the Park Mix)
3. They Don't Care About Us (Brazil Music Video)

## Classifiche

### Classifiche settimanali
| Classifica (1996)              | Posizione massima |
| ------------------------------ | ----------------- |
| Australia                      | 16                |
| Austria                        | 2                 |
| Belgio (Fiandre)               | 9                 |
| Belgio (Vallonia)              | 3                 |
| Danimarca                      | 3                 |
| Europa                         | 2                 |
| Finlandia                      | 6                 |
| Francia                        | 4                 |
| Germania                       | 1                 |
| Irlanda                        | 7                 |
| Italia                         | 1                 |
| Norvegia                       | 6                 |
| Nuova Zelanda                  | 9                 |
| Paesi Bassi                    | 4                 |
| Regno Unito                    | 4                 |
| Regno Unito (R&B)              | 2                 |
| Spagna                         | 11                |
| Stati Uniti                    | 30                |
| Stati Uniti (dance club)       | 27                |
| Stati Uniti (dance/electronic) | 4                 |
| Stati Uniti (R&B)              | 10                |
| Stati Uniti (rhythmic)         | 27                |
| Svezia                         | 3                 |
| Svizzera                       | 3                 |
| Classifica (2006)              | Posizione massima |
| Francia                        | 66                |
| Irlanda                        | 21                |
| Paesi Bassi                    | 38                |
| Regno Unito                    | 26                |
| Spagna                         | 2                 |
| Classifica (2009)              | Posizione massima |
| Australia                      | 18                |
| Austria                        | 12                |
| Danimarca                      | 9                 |
| Europa                         | 19                |
| Europa (digital)               | 11                |
| Finlandia                      | 19                |
| Germania                       | 12                |
| Italia                         | 25                |
| Norvegia                       | 10                |
| Nuova Zelanda                  | 15                |
| Paesi Bassi                    | 24                |
| Regno Unito                    | 28                |
| Stati Uniti (digital)          | 64                |
| Svezia                         | 7                 |
| Svizzera                       | 4                 |

### Classifiche di fine anno
| Classifica (1996) | Posizione |
| ----------------- | --------- |
| Austria           | 3         |
| Belgio (Fiandre)  | 40        |
| Belgio (Vallonia) | 21        |
| Francia           | 24        |
| Germania          | 7         |
| Italia            | 21        |
| Paesi Bassi       | 44        |
| Svezia            | 14        |
| Svizzera          | 8         |